# Jistebnice
Jistebnice (německy Jistebnitz) je město v okrese Tábor v Jihočeském kraji. Žije v něm přibližně 2 100 obyvatel. Počtem obyvatel se jedná o nejmenší město okresu Tábor. Sousedními obcemi sídla jsou Radkov, Borotín, Sedlec-Prčice, Božetice, Meziříčí, Drhovice, Balkova Lhota, Nadějkov a Opařany.

## Historie

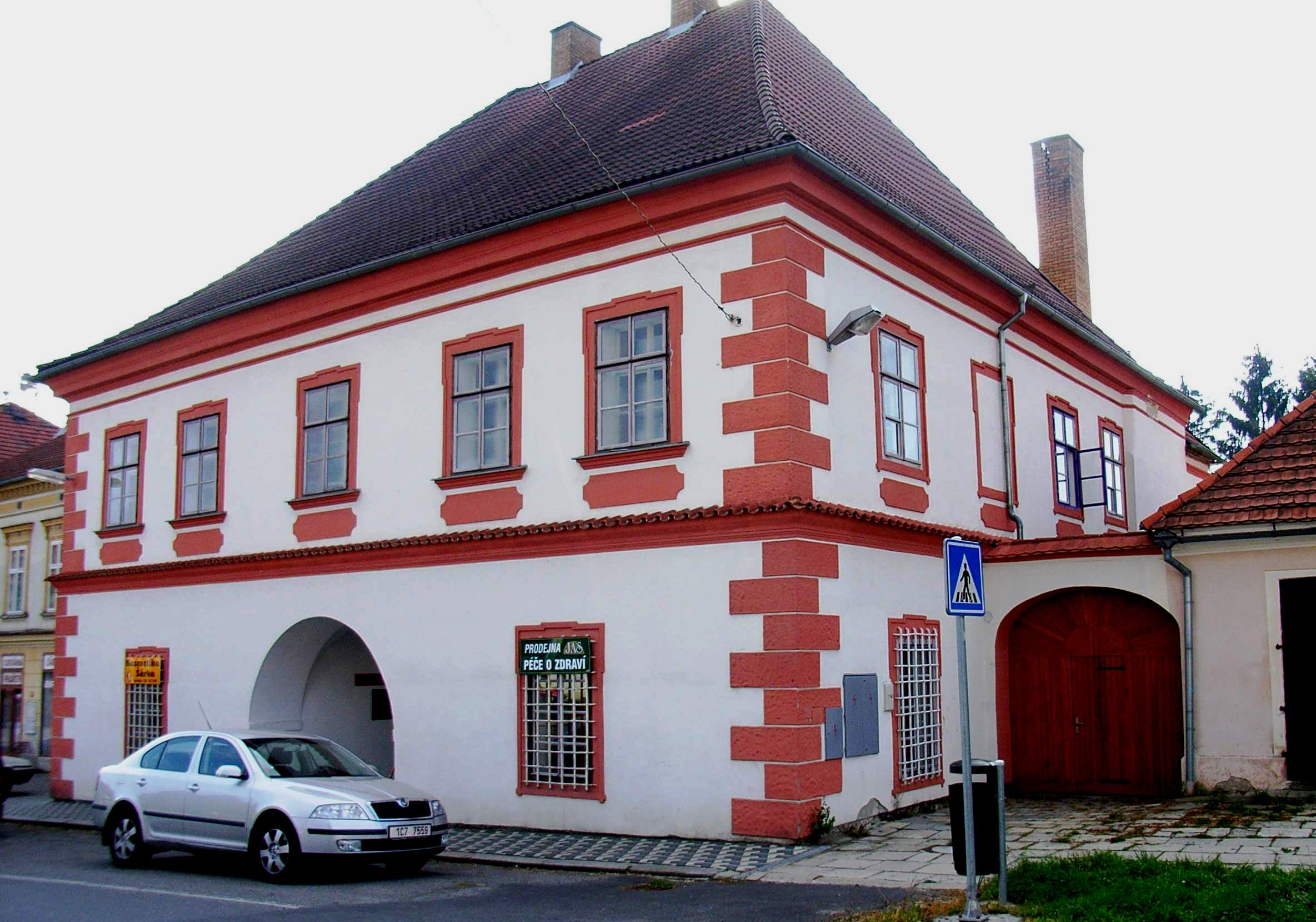
Zámeček „Vlašský dvůr“ na jistebnickém náměstí

První písemná zmínka o původně trhové vsi Jistebnici se nachází v historických pramenech z roku 1262, kdy patřila Rožmberkům (jméno obce „Stybnitz“ – zmínka je v závěti Voka I. z Rožmberka). Ti zde postavili tvrz, kde sídlil purkrabí, ale již před rokem 1412 (smrt Jindřicha III. z Rožmberka) už v Jistebnici purkrabí nebyl, jen úředník podřízený purkrabí příběnickému. Pozůstatky tvrze – dvě půlkruhové bašty na východní straně jsou zřetelné dodnes.
V roce 1459 koupil Jistebnici rytíř Kozský z Kozího s jinými vladyky; po smrti (1523) Mikuláše Kozského zdědil panství Kuneš Bohdanecký z Hodkova a Volf Hanzl z Nové Vsi, v roce 1537 prodali dědici tvrz, dvůr Jistebnice a poddanské vsi městu Táboru; po jeho desetileté vládě, když byl v roce 1547 majetek Tábora konfiskován, český král Ferdinand I. Habsburský prodal 23. března 1549 Jistebnici a 22 poddaných vsí Albrechtovi z Gutštejna na Žirovnici – a ten brzy (27. srpna téhož roku) vše prodal Ladislavu z Lobkovic na Chlumci). Lobkovicové pak drželi majetek plných 280 let, do roku 1829, kdy jej prodali Janu Nádherném (1766–1860) z Borotína, po něm držel panství Otmar Nádherný.
Ke dni 17. října 2011 byl obci navrácen status města.

### Trhy
- Mikuláš z Kozího získal od krále Vladislava II. Jagellonského – výnos z 16. března 1511 – výroční trh „Bartolomějský“ (Bartoloměj – jmeniny 24. srpna)
- V červenci 1582 povolil, na žádost Ladislava z Lobkovic, císař Rudolf II. konání výročního trhu na den svaté Maří Magdalény (jmeniny 22. července)
- Král Leopold I. na žádost Václava z Lobkovic povolil 17. října 1657 konání ročních jarmarků na svatého Matěje.

## Přírodní poměry
Nad obcí je několik vrchů, např.

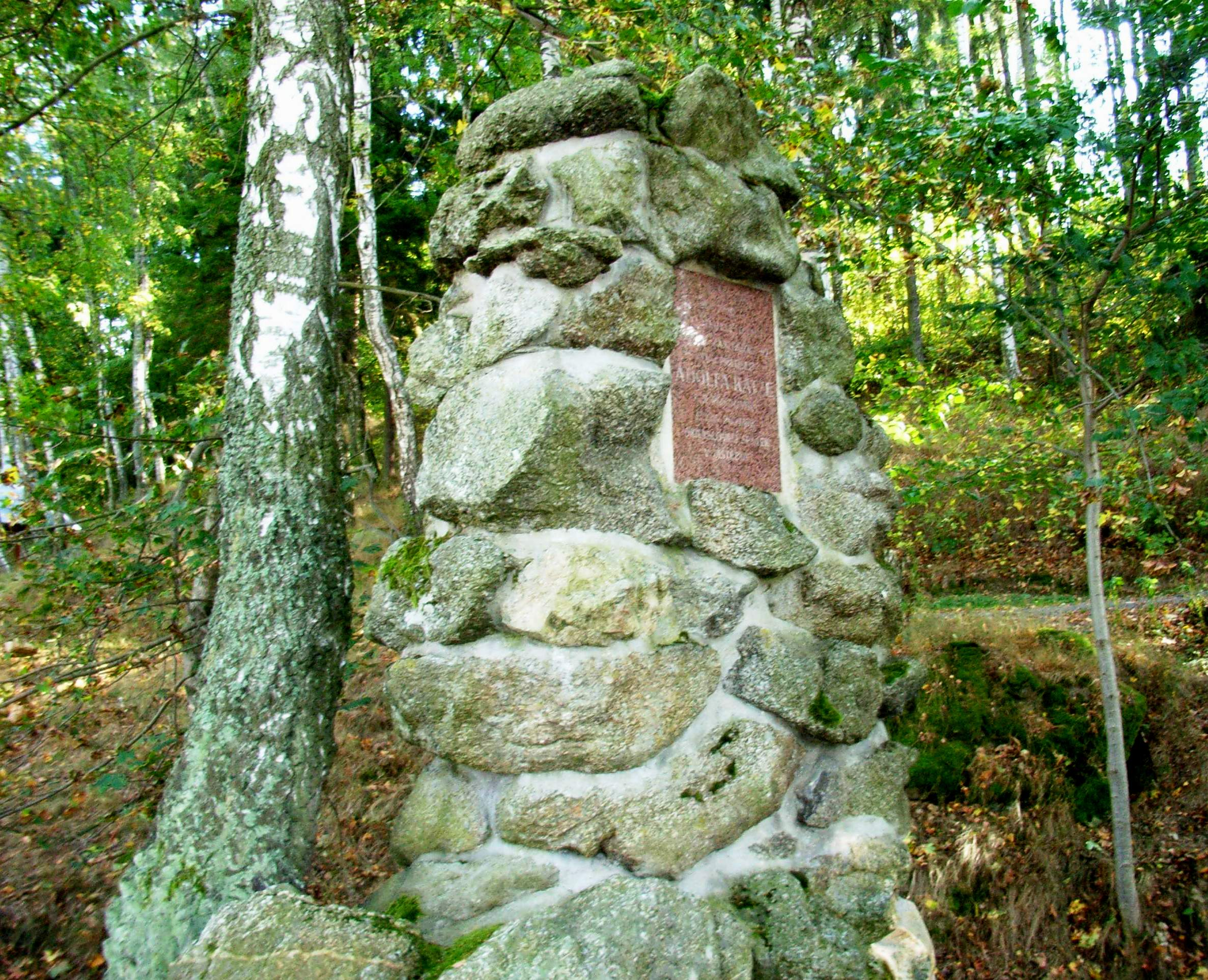
Pomníček zakladateli sadů v Jistebnici Adolfu Katzovi, postavil roku 1915 místní Okrašlovací spolek

- jihovýchod – Svatá Anna (642 metrů)
- jihozápad – Svatá Magdaléna (Vyšehrad; 636 metrů)
- severovýchod – Stará Hora (629 metrů)

Severně od Jistebnice se rozkládá přírodní park Jistebnická vrchovina, jehož součástí je i Javorová skála, nejvyšší bod Táborska – 722,6 metrů. Jistebnicí protéká potok s biblickým názvem Cedron, vtéká do říčky Smutné a s ní pokračuje až do Lužnice u Bechyně.
Rozsáhlé městské sady u krásných rybníků zbudoval v místech Staré Hory z pastvin a holých strání jistebnický vlastenec a poštmistr, předseda Okrašlovacího spolku Adolf Katz. Ve Vlásenici se nachází památný strom Holubova lípa („lípa velkolistá“); vysoká 26 metrů, obvod kmene 860 centimetrů, stáří odhadováno na 450–600 let. Údajně byla vysazena roku 1416 na památku upálení Jana Husa, nebo prý pod ní sám Hus kázal při svém pobytu na jihu Čech.
V okolí Jistebnice jsou také četné rybníky. 19. července 1536 bylo městu Jistebnice vydáno Kunešem Bohdaneckým povolení ke stavbě obecního rybníka, další následovaly. Na sever od města je to: Chadimák, Obecní, Nový, Velká Kaplice, Černolesní, Brtenský, Chlumský a Nehonínský; na východ a severovýchod pak Horní a Dolní Chomout, Šlejborec, Třtinovitý, Stržený, Tisovák, Přehořovka a Křivošínský.

## Obyvatelstvo
Historický vývoj počtu obyvatel města má sestupný charakter. První sčítání lidu v českých zemích proběhlo v roce 1869. V té době se počet obyvatel blížil hranici pěti tisícům, kterou jen o málo nepřekonal v následujícím sčítacím období v roce 1880. Od té doby se začal počet obyvatel postupně snižovat. Největší úbytek je zaznamenán mezi roky 1930 a 1950, kdy město přišlo bezmála o 900 obyvatel. To bylo zapříčiněno okolnostmi druhé světové války, a také vynecháním jednoho sčítacího období v roce 1940. Do konce 20. století obyvatelstva stále ubývalo, ovšem zdá se, že v posledních 15 letech se jeho počet stabilizoval na hodnotě kolem dvou tisíc.
| Rok            | 1869  | 1880  | 1890  | 1900  | 1910  | 1921  | 1930  | 1950 | 1961  | 1970 | 1980 | 1991 | 2001 | 2011 | 2021 |
| -------------- | ----- | ----- | ----- | ----- | ----- | ----- | ----- | ---- | ----- | ---- | ---- | ---- | ---- | ---- | ---- |
| Počet obyvatel | 1 783 | 1 700 | 1 623 | 1 520 | 1 443 | 1 348 | 1 157 | 955  | 1 057 | 965  | 971  | 968  | 960  | 958  | 952  |
| Počet domů     | 195   | 197   | 226   | 227   | 222   | 220   | 222   | 236  | 238   | 210  | 205  | 255  | 273  | 298  | 323  |

Ke dni 31. prosince 2013 žilo v Jistebnici celkem 2012 obyvatel, z toho 998 žen.[zdroj?] V místních částech (osadách) žije přibližně 52 % z celkového počtu obyvatel města.

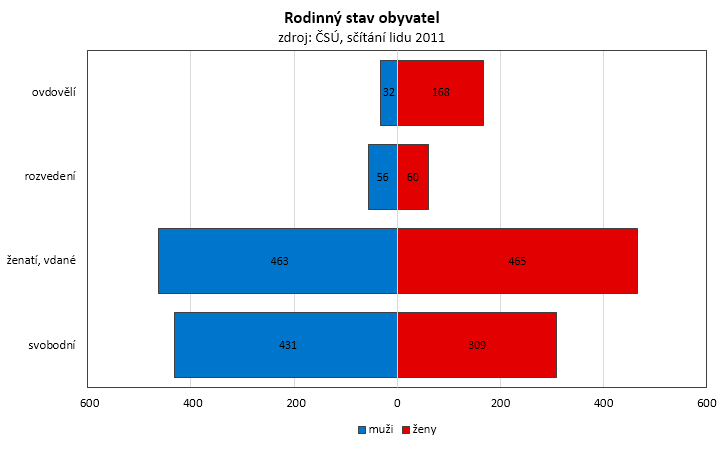
Rodinný stav obyvatel města Jistebnice v roce 2011
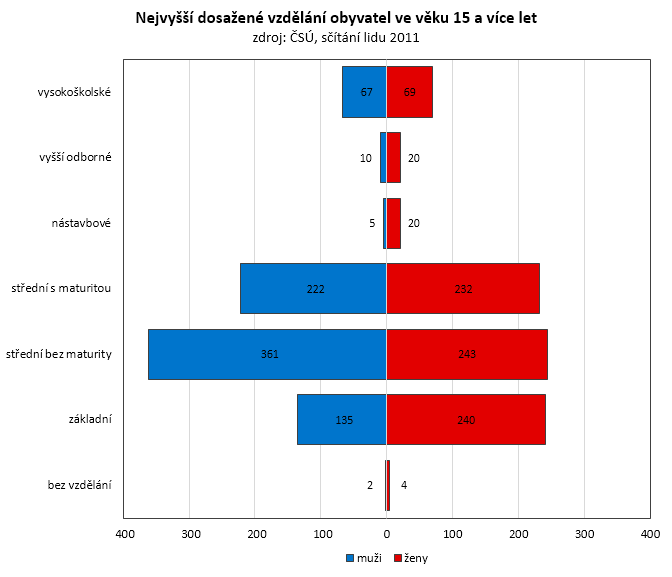
Vzdělání obyvatel města Jistebnice v roce 2011

## Části města
Jistebnice se dělí na 27 částí, které leží na 13 katastrálních územích:
- k. ú. Jistebnice – část Jistebnice a zčásti i Nehonín
- k. ú. Cunkov – části Cunkov, Alenina Lhota, Javoří a Ounuz
- k. ú. Božejovice – části Božejovice a Jezviny
- k. ú. Drahnětice – část Drahnětice
- k. ú. Chlum u Jistebnice – část Chlum
- k. ú. Makov u Jistebnice – části Makov, Hůrka a Třemešná
- k. ú. Orlov u Jistebnice  – části Orlov, Křivošín, Nehonín, Ostrý, Podol, Smrkov a Stružinec
- k. ú. Padařov – část Padařov
- k. ú. Plechov – část Plechov
- k. ú. Pohoří u Jistebnice – část Pohoří
- k. ú. Svoříž – část Svoříž
- k. ú. Vlásenice u Makova – část Vlásenice
- k. ú. Zvěstonín – části Zvěstonín, Hodkov a Zbelítov

## Pamětihodnosti
- Tvrz – na jihovýchodním okraji města. Pozůstatky tvrze – dvě půlválcové bašty na východní straně jsou zřetelné dodnes; (třetí byla jen zčásti zachovaná na konci dvora), v přízemí má klenuté prostory; v roce 1638 byla zčásti zbořena a zachovaly se jen zdi, koncem 17. století byla obnovena, mezi nárožní bašty vestavěno jednopatrové křídlo, také sýpka a stáje. V areálu býval byt ředitele velkostatku, kanceláře a archív panství. Do roku 1924 tu byl také místní pivovar. Od padesátých let 20. století byl v areálu provoz místní „továrny“ (kovovýroba) a sklady a dále byty.
- Zámek – stojí na jižním okraji města, byl vybudován v 19. století rodem Nádherných z Borotína ve stylu anglické gotiky a obklopený rozsáhlým anglickým parkem. Později zámek vlastnil Robert Scholle. Od poloviny 20. století byl celý zámek a park dlouhá desetiletí užíván československou armádou, po roce 1990 byl objekt (a pozemky) vrácen v restituci synovi Petru Schollemu.
- Zámeček neboli Vlašský dům – na náměstí, (pochází zřejmě ze 16. století), první zmínky uvádějí, že po roce 1545 byl vlastníkem Martin Vančata z Vratkova; pak Zikmund Karpíšek; od roku 1573 Diviš Doudlebský; v roce 1576 Jiřík Šejnoha. V letech 1587–1590 budovu vlastnili bratři Michal a Jan.Marie ze Sonethu (italská rodina – asi tedy Vlaši), v roce 1590 „Vlašský dvůr“ koupila Anna Smolíková a přenechala jej vrchnosti. Další bližší údaje nejsou k dispozici, později Zámeček sloužíval k přechodnému ubytování Jana i Otmara Nádherných.
- Kostel Archanděla Michaela – na náměstí stojí původně gotický kostel Archanděla Michaela ze 14. století, postavený Rožmberky na místě starší románské stavby. Varhany v kostele postavil roku 1636 Pavel Rosol, po poškození (asi Švédy) byly opraveny roku 1656. Nové varhany od firmy Škopek z Tábora jsou v kostele od roku 1901. Na věži je zavěšen zvon z roku 1515 vyrobený pražským zvonařem Bartolomějem.
- Kaple svaté Magdalény – stojí na návrší Vyšehrad nad městem. Ke kapli svaté Máří Magdaleny vedla Křížová cesta, dochovalo se 13 kamenných křížů. Původní kapli z roku 1347 nechal vystavět Petr I. z Rožmberka, současnou kapli vystavěl r. 1861 šlechtic Ludvík Karel Nádherný.

- Židovský hřbitov
- Kašna svatého Jana Nepomuckého na náměstí
- Most se sochou svatého Jana Nepomuckého
- Pomník padlým vojínům na náměstí; dílo sochaře J. V. Duška, základní kámen položen v roce 1925, slavnostně odhalen byl 27. června 1926

## Rodáci a osobnosti

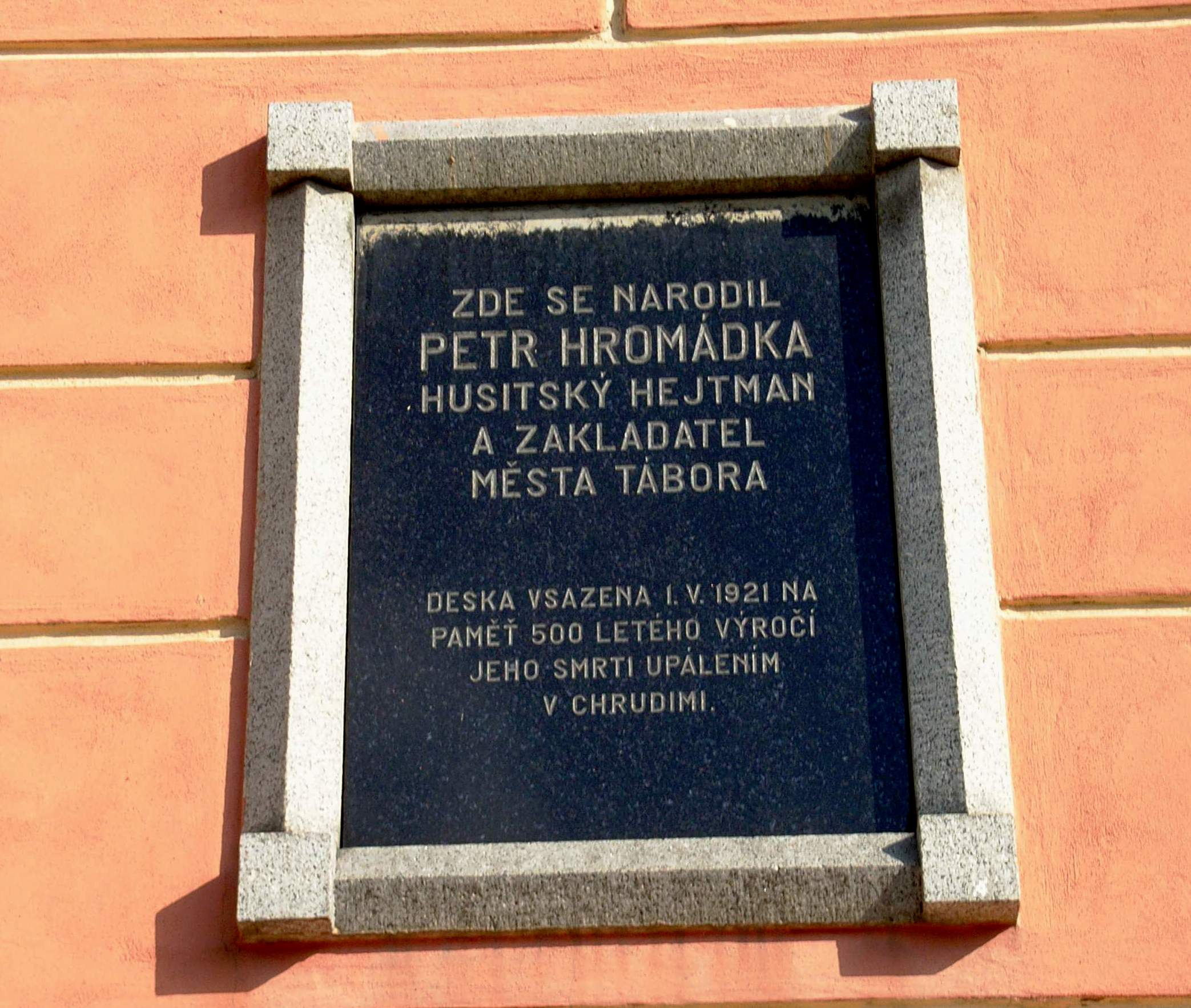
Pamětní deska Petru Hromádkovi na domě čp. 82

- Pavel Jistebnický Spongopeus (okolo 1550–1619), český hudební skladatel
- Petr Hromádka († 1421), husitský kněz, zakladatel Tábora
- André Simone (1895–1952), novinář a spisovatel
- Rudolf Kukač (1889–1957), profesor statiky pozemních staveb a rektor ČVUT
- v Zámečku Pamětní síň rodáka Richarda Laudy, malíře a grafika
- Leopold Katz (1854–1927), velký mecenáš umění a nálezce Jistebnického kancionálu, zpěvníku s prvním záznamem chorálu Kdož sú boží bojovníci, který nalezl na místní faře roku 1872. Dnes je kancionál uložen ve sbírkách Národního muzea v Praze.
- V Makově se narodil Jan Vítězslav Dušek (1891–1966), jeden z nejvýznamnějších jihočeských sochařů třicátých let 20. století (žák francouzského sochaře Bourdella), Dušek je autor mnoha soch, pomníků, pamětních desek nejen na jihu Čech.
- Na jistebnickém hřbitově je pohřben Alfons Ferdinand Šťastný (1831–1913), známý „padařovský prorok“, svérázný myslitel a agrární politik. V nedalekém Padařově je jeho památník.
- Jan Víšek (1890–1966), architekt
- Otakar Weinzettel (* 17. září 1885 Jistebnice), architekt

## Fotogalerie

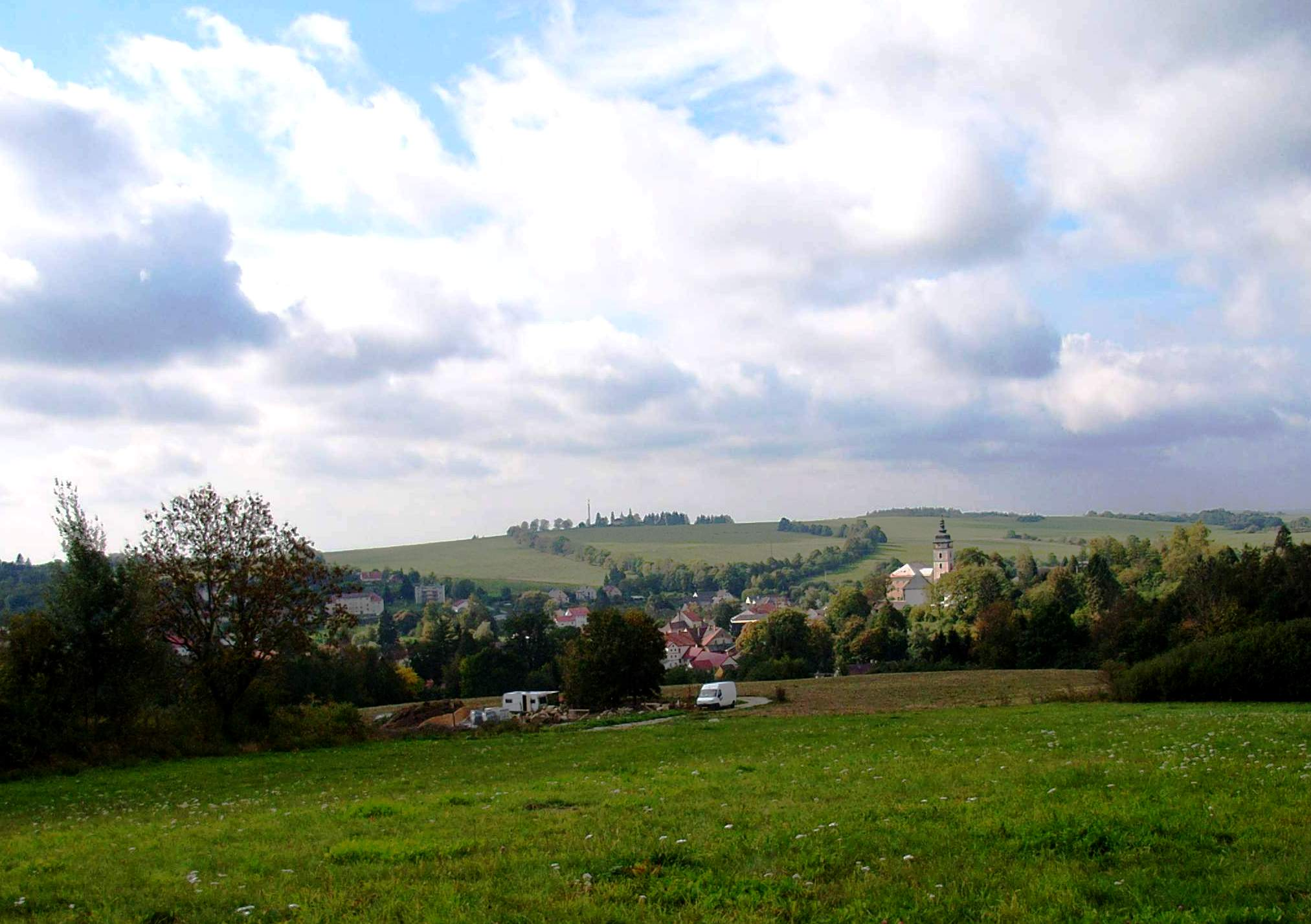
Pohled z vrchu východně od města, v pozadí kaple svaté Máří Magdaleny
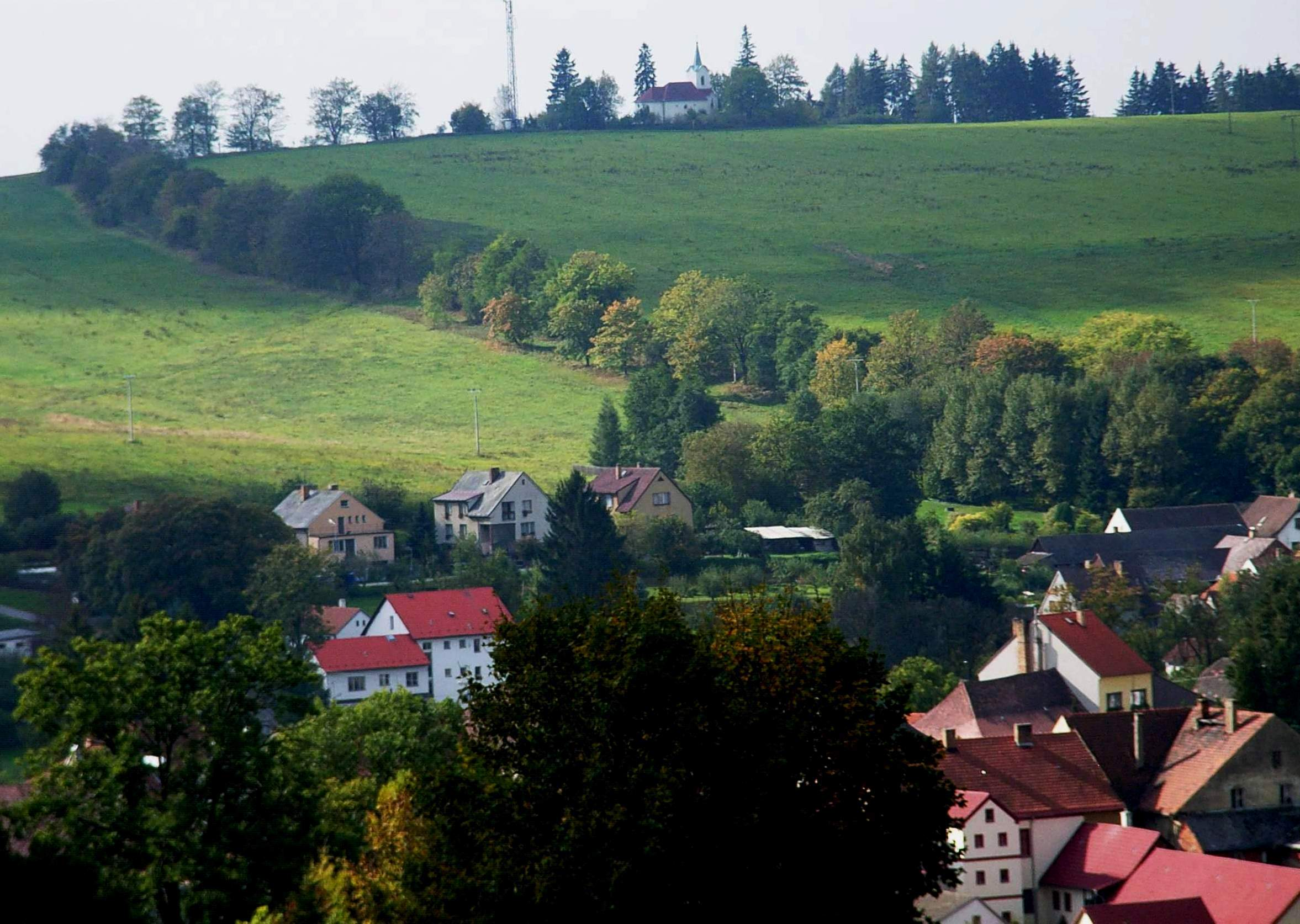
Kaple svaté Máří Magdaleny a křížová cesta nad městem
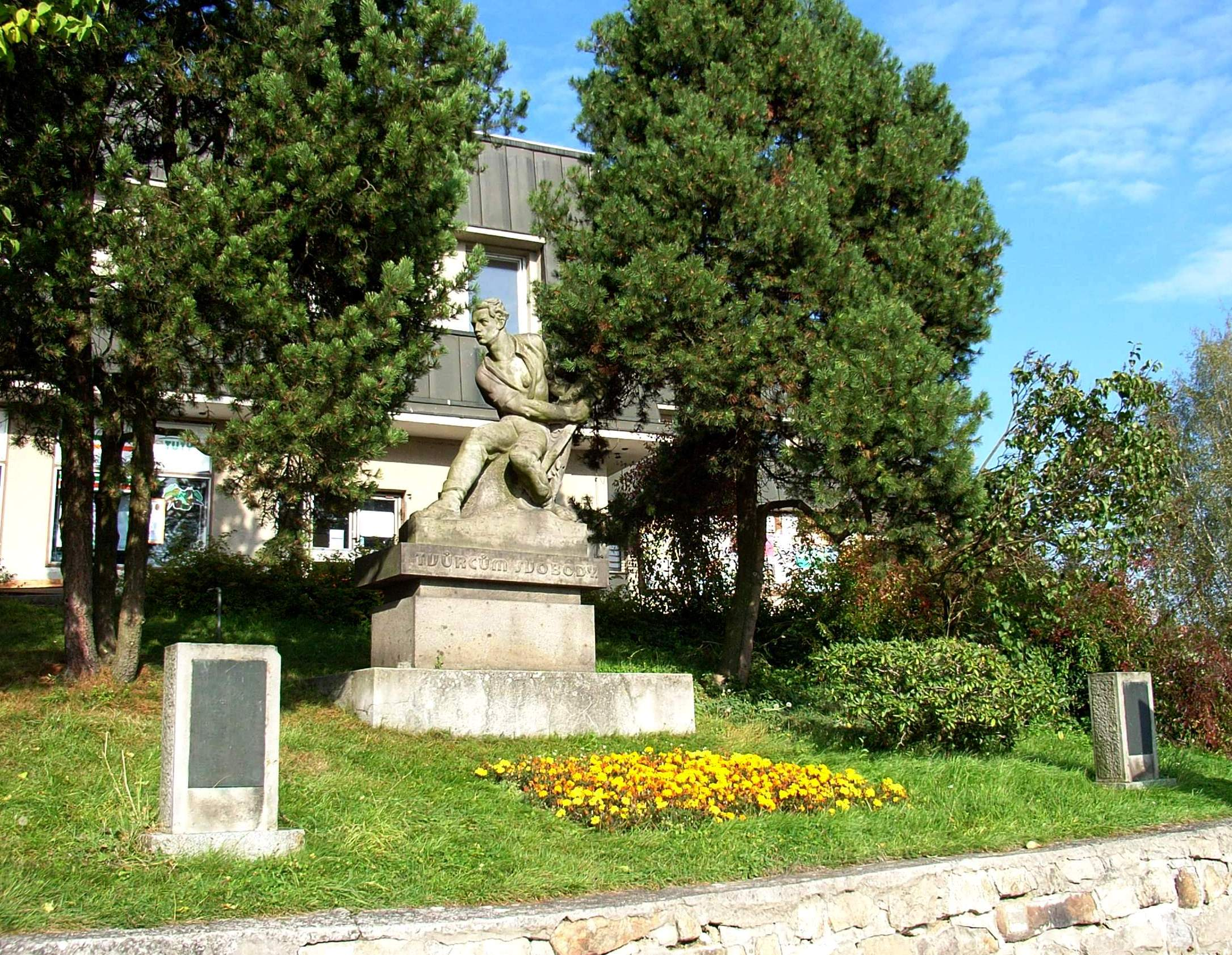
Pomník padlým v první světové válce na náměstí
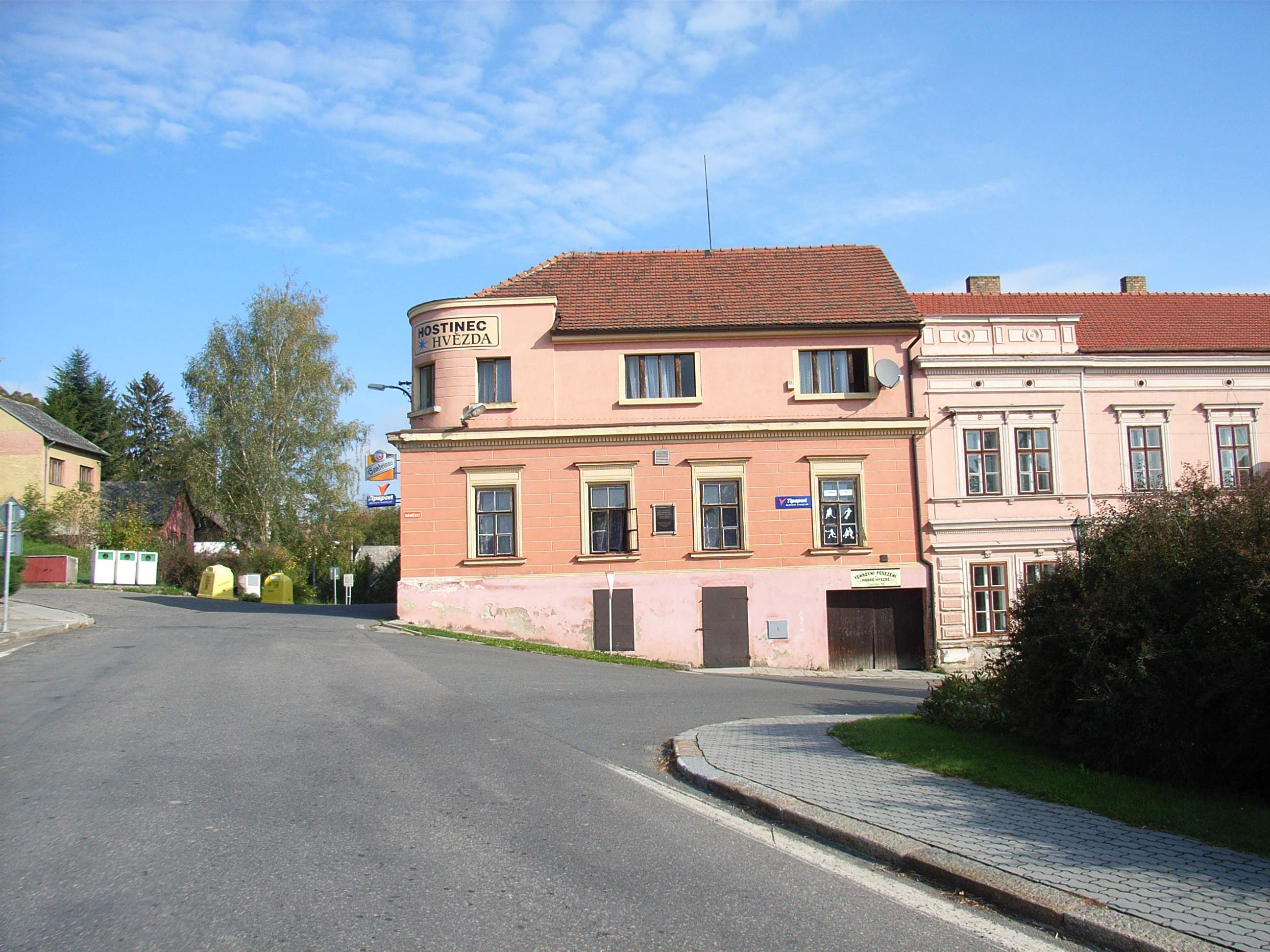
Dům čp. 82 s pamětní deskou Petru Hromádkovi na náměstí
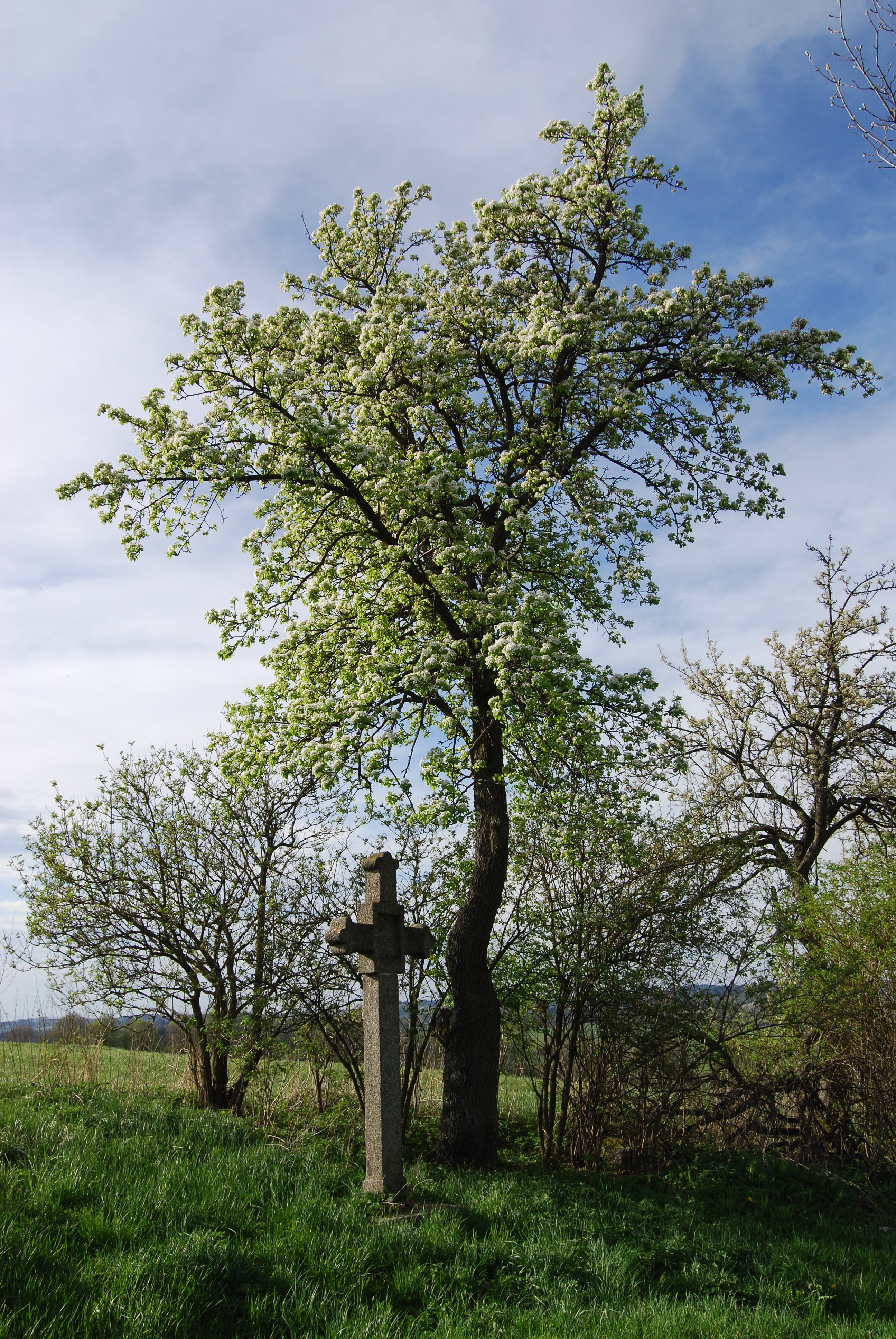
Jedno ze zastavení křížové cesty
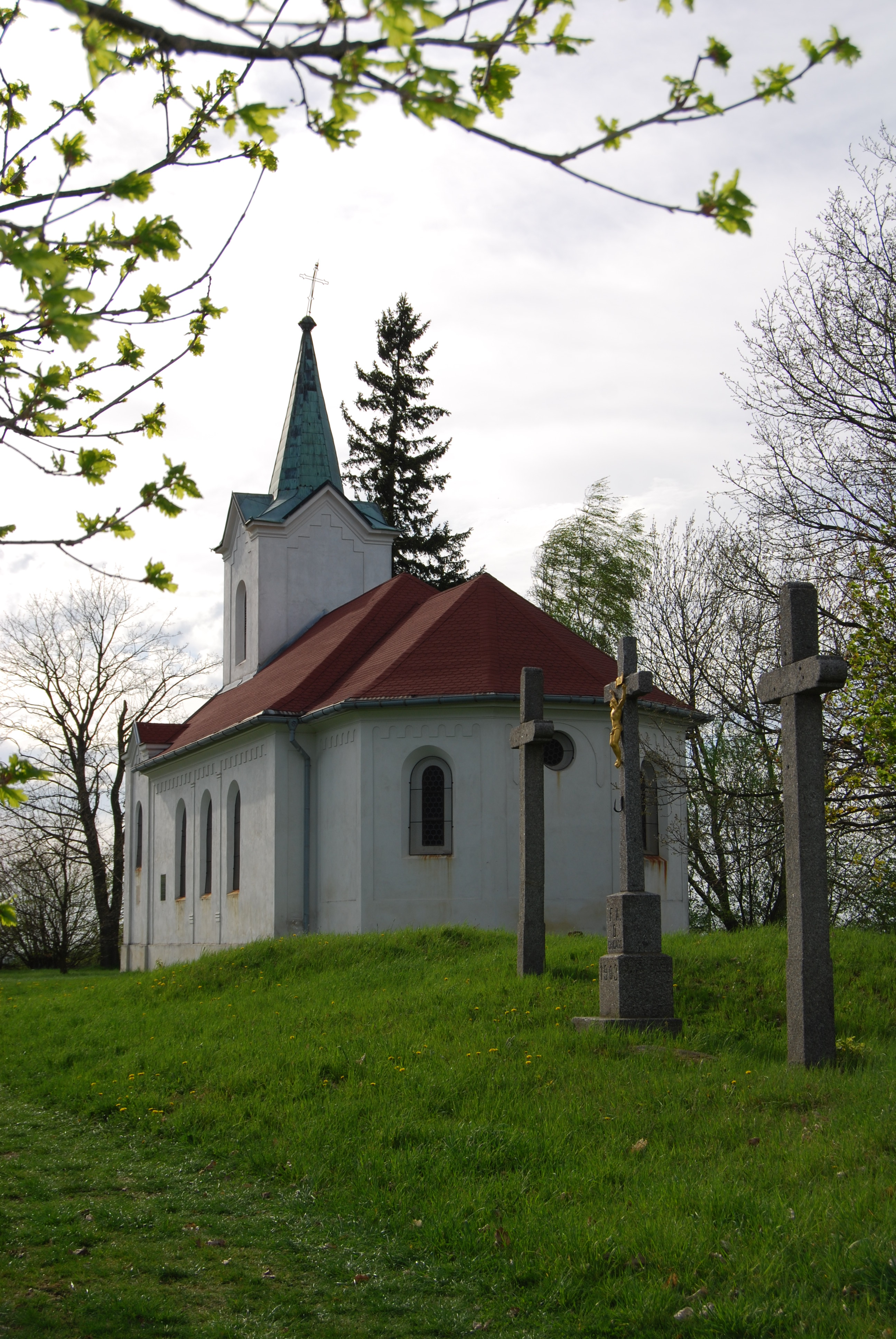
Kaple svaté Máří Magdaleny